# Luís Marinho (dramaturgo)
Luiz Marinho Falcão Filho  (Timbaúba, 8 de maio de 1926 – Recife, 3 de fevereiro de 2002) foi um dramaturgo contemporâneo brasileiro. Procurou demonstrar através de suas obras o universo cultural e social do nordeste brasileiro. Vários de seus trabalhos foram reconhecidos ao longo de sua vida .  

## Biografia
Luiz Marinho Falcão Filho é filho de Rosa Bezerril Falcão e Luiz Marinho Falcão. Nasceu e foi criado na cidade de Timbaúba, no interior do Pernambuco. Membro de uma família grande de nove irmãos, cresceu ouvindo histórias, observando pessoas, e prometendo retrata-las através de livros ou peças teatrais, tanto histórias de sua infância ou adolescência como na sua fase adulta, que viveu a partir de seus 17 anos, no Recife 
Luiz Marinho casou-se com Zaílde Maria França, com quem teve quatro filhos. Faleceu em 3 de fevereiro de 2002, às cinco da manhã, no Hospital Santa Joana no Recife, vítima de um câncer na bexiga. Seu corpo foi velado na Academia Pernambucana de Letras e foi enterrado no mesmo dia, no cemitério de Santo Amaro, também no Recife .

## Obra
Luiz Marinho escreveu 14 peças teatrais que lhe renderam vários prêmios como o Molière, o da Academia Brasileira de Letras, o da Academia Pernambucana de Letras e o Estadual de Teatro (do então Estado da Guanabara) . Suas obras foram:
1. Um sábado em trinta.
2. A promessa.
3. Viva o cordão encarnado.
4. A derradeira ceia.
5. A incelença.
6. A afilhada de Nossa Senhora da Conceição.
7. A valsa do diabo.
8. A estrada.
9. Foi um dia.
10. A família Ratoplan.
11. As aventuras do capitão Flúor.
12. O último trem para os igarapés.
13. Corpo corpóreo.
14. As três graças.

Em sua dramaturgia, era transmitida um pouco das suas memórias interioranas, a partir de um universo de crendices, violeiros, vaqueiros, cangaceiros e outros tipos locais. Muito embora tenha sido reconhecido como um autor regionalista, ele acreditava que sua obra transcendia a esta categorização, segundo palavras do próprio :
| “ | Apenas procuro defender e valorizar o que amo. Que viva o teatro maior, de todas as regiões e pátrias. (Luís Marinho) | ” |

Sua primeira peça, "Um sábado em trinta", foi vista por milhares de pessoas, em diversas grandes cidades como: Recife, São Paulo, Rio de Janeiro e em outras capitais do Brasil, tendo grande sucesso e alcançado um surpreendente êxito incomum no teatro brasileiro. Antes mesmo de sua estréia, Luís Marinho recebeu em 1963, dois importantes prêmios: um no concurso da União Brasileira de Escritores, secção Pernambuco; outro no concurso da Escola de Belas Artes, da Universidade do Recife. Outra premiação significativa deu-se em 1974, quando o teatrólogo foi contemplado com o prêmio Molière, de melhor autor, pela obra "Viva o cordão encarnado", dirigida por Luís Mendonça, no Rio de Janeiro .